# Ontvangersstraat
De Ontvangersstraat is een straat in Brugge.

## Beschrijving
Nadat de heren van Gistel hun domein in de Sint-Gilliswijk in 1275 aan de paters augustijnen hadden overgedragen, vestigden ze zich elders in de stad, onder meer in de Naaldenstraat. Hun rijkdom was vooral een gevolg van de ontvangsten die ze uit tolrechten haalden. Voor hun ontvanger lieten ze een huis met kantoor bouwen in het stadscentrum, in de schaduw van de residentie van de graaf van Vlaanderen, het latere Prinsenhof.
In de stadsrekening komt de naam in 1406 als volgt voor: in sontvanghersstrate.

## Literatuur

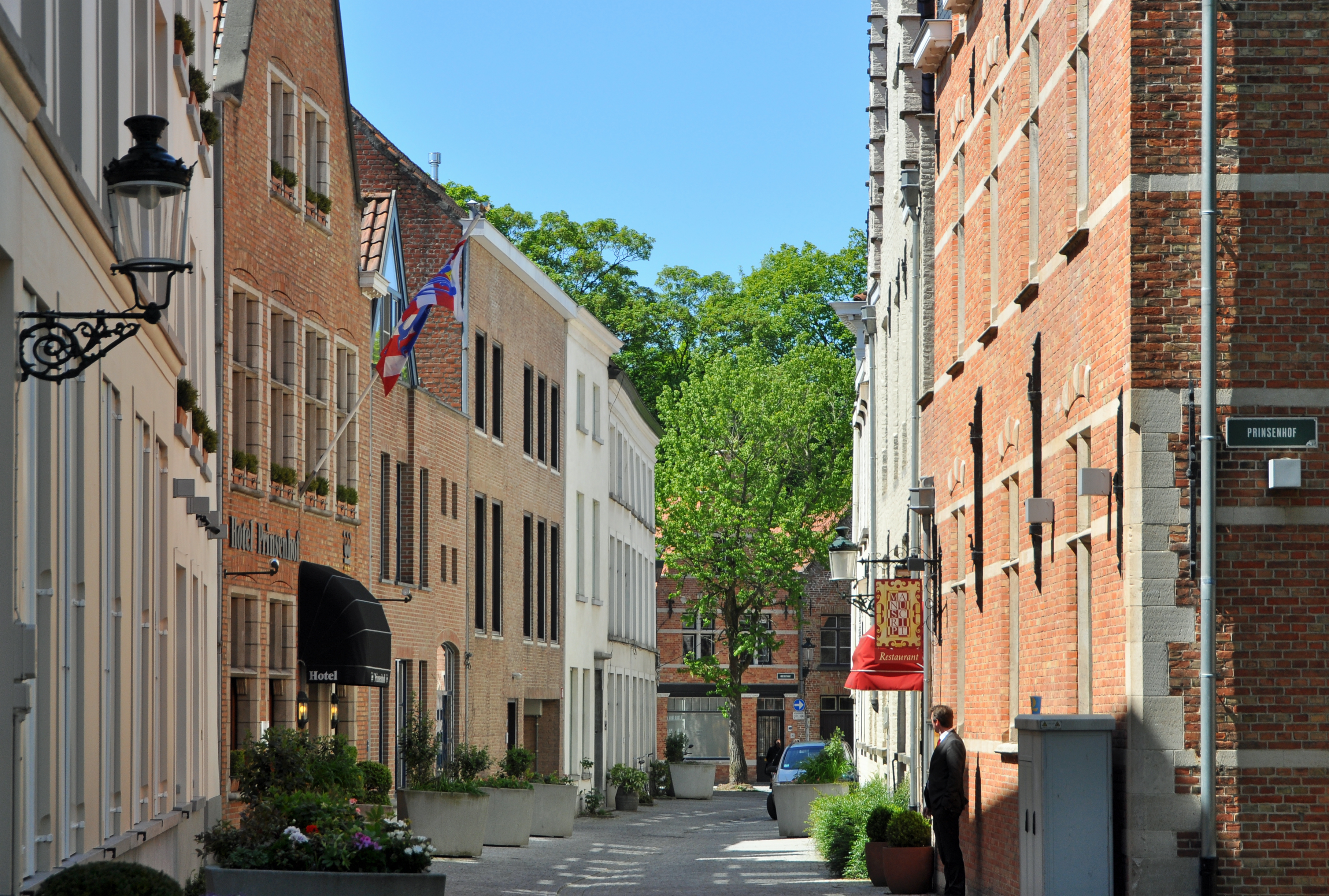
De Ontvangersstraat in de richting van de Moerstraat